# Michael Gwisdek
Michael Gwisdek (Berlino, 14 gennaio 1942 – Berlino, 22 settembre 2020) è stato un attore e regista tedesco attivo al cinema, a teatro e in televisione.
A partire dagli anni settanta partecipò ad oltre 160 produzioni tra film e serie tv e nel 1999 si aggiudicò l'Orso d'argento per il miglior attore al Festival di Berlino per Nachtgestalten di Andreas Dresen. Era padre degli attori e musicisti Robert Gwisdek e Johannes Gwisdek.

## Biografia

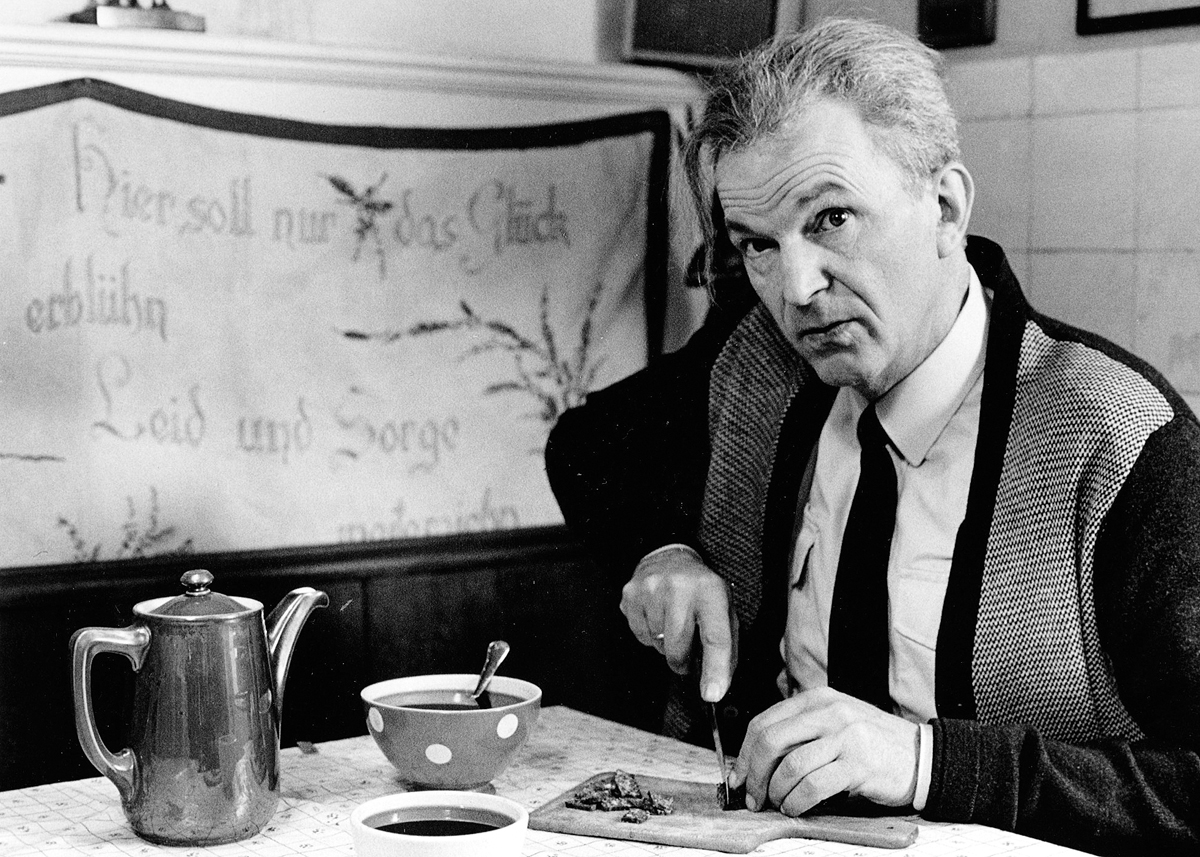
Michael Gwisdek el film Wachtmeister Zumbühl di Urs Odermatt (1994)

Nato a Berlino nel 1942 e cresciuto nel quartiere di Weißensee, dove i genitori gestivano un ristorante, Michael Gwisdek decise di dedicarsi alla recitazione all'età di 16 anni iniziando a frequentare l'Arbeiter-Theater di Friedrichshain e il Dramatischen Zirkel Klingenberg. Terminati gli studi, dal 1957 lavorò come decoratore e cartellonista e nel contempo effettuò per corrispondenza studi di regia presso il Theaterinstitut di Lipsia. Dal 1965 al 1968 frequentò l'Accademia d'arte drammatica "Ernst Busch" di Berlino, nel quartiere di Niederschöneweide, e in seguito fu ingaggiato dal teatro municipale di Karl-Marx-Stadt (oggi Chemnitz) dove rimase per sei anni recitando in ruoli classici e moderni.
Nel 1973 Gwisdek fu assunto al Volksbühne Berlin dal direttore artistico Benno Besson, rimasto impressionato dalla sua interpretazione di Pantalone in Arlecchino, servitore di due padroni di Carlo Goldoni, e negli anni successivi recitò in opere di William Shakespeare, Georg Büchner e Heiner Müller tra cui la prima rappresentazione di Der Bau (1980), scritta da Müller nel 1965 e da allora bandita dal Partito Socialista Unificato di Germania. Nel 1983 passò al Deutsches Theater, dove nei successivi dieci anni lavorò con registi come Alexander Lang, Thomas Langhoff e Friedo Solter cimentandosi in opere di Oscar Wilde e Jean-Paul Sartre.
Il debutto sul grande schermo avvenne nel 1968 in La vendetta dei guerrieri rossi di Gottfried Kolditz (non accreditato) e Die Toten bleiben jung di Joachim Kunert, in cui interpreva un ufficiale delle SS. Il primo ruolo di una certa importanza arrivò nel 1976 con Mann gegen Mann di Kurt Maetzig, cui sarebbero seguiti ruoli minori in film della DEFA quali Zünd an, es kommt die Feuerwehr (1978), Jadup und Boel (1980), entrambi diretti da Rainer Simon, e il biografico Addio, piccola mia di Lothar Warneke (1979) in cui interpreva il teologo Friedrich Ludwig Weidig.
Nei primi anni ottanta avvenne la svolta con due film diretti da Ulrich Weiß in cui egli rivestì ruoli da protagonista: Dein unbekannter Bruder (1982), dramma politico tratto da un romanzo di Willi Bredel, e Olle Henry (1983), in cui interpretava un ex pugile professionista che tenta di ricostruire la propria vita nella Berlino del secondo dopoguerra. Nel 1984 ricevette per le due interpretazioni, rispettivamente, il Silver Hugo al Chicago International Film Festival e il Preis der Filmkritik der DDR. Nel 1989 ha diretto il suo primo film, Treffen in Travers, adattamento del dramma storico di Fritz Hofmann che fu proiettato al Festival di Cannes nella sezione Un Certain Regard ricevendo l'apprezzamento della critica, oltre ad alcuni premi in Germania dell'Est.

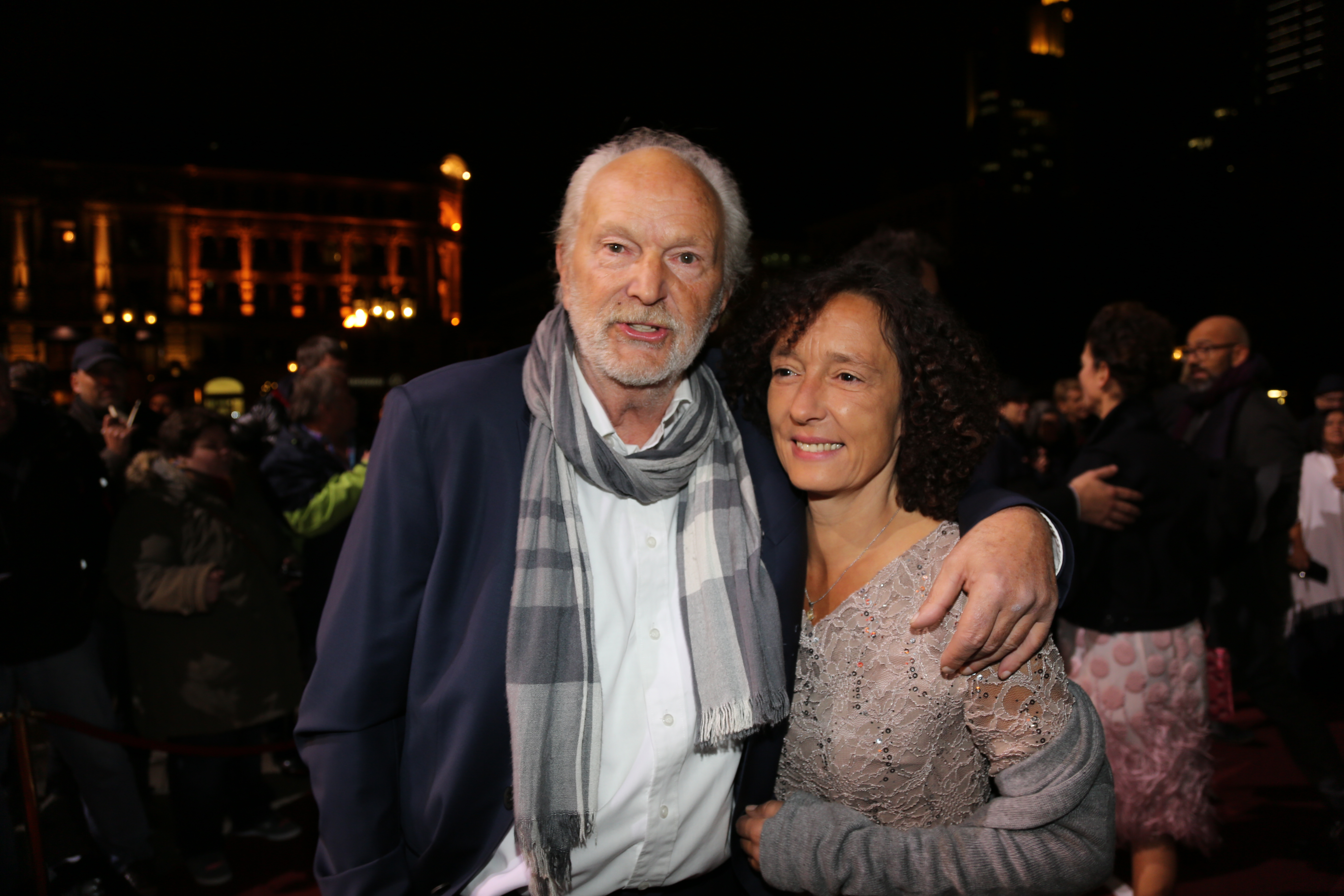
Michael Gwisdek nel 2015 con la seconda moglie Gabriela

A partire dagli anni novanta, con il crollo del muro di Berlino, la notorietà di Michael Gwisdek si estese a tutta la Germania grazie a film come Der Tangospieler di Roland Gräf (1991), per il quale ottenne il Deutscher Filmpreis, e Nachtgestalten di Andreas Dresen (1999) grazie al quale si aggiudicò l'Orso d'argento alla 49ª edizione del Festival di Berlino.
A questi vanno aggiunti gli altri due film scritti e diretti da Gwisdek, entrambi proiettati a Berlino: Abschied von Agnes (1994) e Das Mambospiel (1998), in cui egli recitò a fianco della prima moglie Corinna Harfouch. Nel nuovo millennio Gwisdek continuò ad essere molto attivo e apparve in numerosi film, tra cui Good Bye, Lenin! di Wolfgang Becker (2003), Le particelle elementari di Oskar Roehler (2006) e Oh Boy - Un caffè a Berlino di Jan Ole Gerster (2012), per il quale vinse un altro Deutscher Filmpreis. Nel corso degli anni Gwisdek divenne un volto familiare anche per il pubblico televisivo, prendendo parte a numerosi film e a serie come Polizeiruf 110, Tatort, Donna Leon e La nave dei sogni. Nel 2008 ricevette il Deutscher Fernsehpreis come miglior attore non protagonista per il film tv Das Wunder von Berlin di Roland Suso Richter.

### Vita privata
Fu sposato con l'attrice Corinna Harfouch dal 1985 fino al divorzio avvenuto nel 2007 (anche se la coppia era già separata dagli anni novanta). Il 24 luglio 2007 sposò Gabriela, una sceneggiatrice, con la quale rimase unito fino alla morte. Dal primo matrimonio sono nati i figli Robert e Johannes.

## Filmografia

### Attore
- Die Toten bleiben jung, regia di Joachim Kunert (1968)
- Jungfer, Sie gefällt mir, regia di Günter Reisch (1969)
- Un uomo chiamato volpe bianca (Weisse Wölfe), regia di Konrad Petzold e Bosko Boskovic (1969)
- Till Eulenspiegel, regia di Rainer Simon (1975)
- Mann gegen Mann, regia di Kurt Maetzig (1976)
- Hostess, regia di Rolf Römer (1976)
- Zünd an, es kommt die Feuerwehr, regia di Rainer Simon (1978)
- Addio, piccola mia, regia di Lothar Warneke (1979)
- Ramona, regia di Sibylle Schönemann (1979)
- Jadup und Boel, regia di Rainer Simon (1980)
- Die Stunde der Töchter, regia di Erwin Stranka (1981)
- Märkische Forschungen, regia di Roland Gräf (1982)
- Dein unbekannter Bruder, regia di Ulrich Weiß (1982)
- Olle Henry, regia di Ulrich Weiß (1983)
- Ärztinnen, regia di Horst Seemann (1984)
- Der Fall Bachmeier - Keine Zeit für Tränen, regia di Hark Bohm (1984)
- Hälfte des Lebens, regia di Herrmann Zschoche (1985)
- Der kleine Staatsanwalt, regia di Hark Bohm (1987)
- Yasemin, regia di Hark Bohm (1988)
- Die Schauspielerin, regia di Siegfried Kühn (1988)
- Pestalozzis Berg, regia di Peter von Gunten (1989)
- Coming Out, regia di Heiner Carow (1989)
- Oltre il confine la libertà (Herzlich willkommen), regia di Hark Bohm (1990)
- Der Tangospieler, regia di Roland Gräf (1991)
- Das Heimweh des Walerjan Wróbel, regia di Rolf Schübel (1991)
- Farssmann oder Zu Fuß in die Sackgasse, regia di Roland Oehme (1991)
- Der Verdacht, regia di Frank Beyer (1991)
- Die Spur des Bernsteinzimmers, regia di Roland Gräf (1992)
- Abschied von Agnes, regia di Michael Gwisdek (1994)
- Wachtmeister Zumbühl, regia di Urs Odermatt (1994)
- Der Kontrolleur, regia di Stefan Trampe (1995)
- Das Mambospiel, regia di Michael Gwisdek (1998)
- Sieben Monde, regia di Peter Fratzscher (1998)
- Nachtgestalten, regia di Andreas Dresen (1999)
- Das Geheimnis, regia di Dani Levy (1999) - Cortometraggio
- Hanna Flanders (Die Unberührbare), regia di Oskar Roehler (2000)
- Freunde, regia di Martin Eigler (2000)
- Eine Hand Voll Gras, regia di Roland Suso Richter (2000)

- Frau2 sucht HappyEnd, regia di Edward Berger (2001)
- Vaya con Dios, regia di Zoltan Spirandelli (2002)
- Good Bye, Lenin!, regia di Wolfgang Becker (2003)
- Herr Lehmann, regia di Leander Haußmann (2003)
- Kleinruppin forever, regia di Carsten Fiebeler (2004)
- Der Ausländer, regia di Thomas Heise (2004) - Documentario cortometraggio
- Zur Zeit verstorben, regia di Thomas Wendrich (2004) - Cortometraggio
- Barfuss, regia di Til Schweiger (2005)
- Almost Heaven, regia di Ed Herzog (2005)
- Le particelle elementari (Elementarteilchen), regia di Oskar Roehler (2006)
- Reine Formsache, regia di Ralf Huettner (2006)
- Pornorama, regia di Marc Rothemund (2007)
- Die Schatzinsel, regia di Hansjörg Thurn (2007)
- La banda Baader Meinhof (Der Baader Meinhof Komplex), regia di Uli Edel (2008)
- Ich will da sein - Jenny Gröllmann, regia di Petra Weisenburger (2008) - Documentario
- Wir waren so frei, regia di Thomas Knauf (2008) - Documentario
- Hilde, regia di Kai Wessel (2009)
- Hinter Kaifeck, regia di Esther Gronenborn (2009)
- Männersache, regia di Gernot Roll e Mario Barth (2009)
- Boxhagener Platz, regia di Matti Geschonneck (2010)
- Das Lied in mir, regia di Florian Cossen (2010)
- Vater Morgana, regia di Till Endemann (2010)
- Oh Boy - Un caffè a Berlino (Oh Boy), regia di Jan Ole Gerster (2012)
- Le avventure di Huckleberry Finn (Die Abenteuer des Huck Finn), regia di Hermine Huntgeburth (2012)
- Anleitung zum Unglücklichsein, regia di Sherry Hormann (2012)
- Jesus liebt mich, regia di Florian David Fitz (2012)
- Hai-Alarm am Müggelsee, regia di Leander Haußmann e Sven Regener (2013)
- Vijay - Il mio amico indiano (Vijay and I), regia di Sam Garbarski (2013)
- Nachthelle, regia di Florian Gottschick (2014)
- Vaterfreuden, regia di Matthias Schweighöfer e Torsten Künstler (2014)
- Miss Sixty, regia di Sigrid Hoerner (2014)
- The Man Cave (Männerhort), regia di Franziska Meyer Price (2014)
- Altersglühen - Speed Dating für Senioren, regia di Jan Georg Schütte (2014)
- Heil, regia di Dietrich Brüggemann (2015)
- Nowhere, regia di Sotiris Palaskas (2017) - Cortometraggio
- Kundschafter des Friedens, regia di Robert Thalheim (2017)
- Das schweigende Klassenzimmer, regia di Lars Kraume (2018)

### Regista e sceneggiatore
- Treffen in Travers (1989)
- Abschied von Agnes (1994)
- Das Mambospiel (1998)

## Televisione

### Film tv
- Antigone, regia di Piet Drescher e Margot Thyret (1973)
- Das Schilfrohr, regia di Joachim Kunert (1974)
- Das Lügenmaul, regia di Hartwig Albiro (1974)
- Mein lieber Mann und ich, regia di Klaus Gendries (1975)
- Die Männer vom River Clyde, regia di Ingrid Sander (1975)
- Jede Woche Hochzeitstag, regia di Klaus Gendries (1976)
- Schach von Wuthenow, regia di Richard Engel (1977)
- Die seltsame Reise des Alois Fingerlein, regia di Wolfram Krempel e Margot Thyret (1977)
- Rückkopplung, regia di Lothar Bellag (1977)
- Der gepuderte Mann im bunten Rock, regia di Klaus Gendries (1978)
- Minna von Barnheim oder Das Soldatenglück, regia di Piet Drescher e Margot Thyret (1979)
- Der Menschenhasser, regia di Ingrid Fausak e Fritz Marquardt (1979)
- Muhme Mehle, regia di Thomas Langhoff (1980)
- Warschauer Konzert, regia di Ursula Bonhoff (1980)
- Feuerdrachen, regia di Peter Hagen (1981)
- Bau'n se billig, Schinkel oder Der Bau des neuen Schauspielhauses zu Berlin, regia di Johanna Clas (1981)
- Stella, regia di Thomas Langhoff (1982)
- Merkwürdiges Beispiel einer weiblichen Rache, regia di Bodo Fürneisen (1987)
- Sansibar oder Der letzte Grund, regia di Bernhard Wicki (1987)
- Der Werwolf von W., regia di Manfred Müller (1987)
- Die gestundete Zeit, regia di Bernd Böhlich (1989)
- Die vier Tugenden, regia di Helke Misselwitz e Peter Lilienthal (1990)
- Sie und Er, regia di Frank Beyer (1992)
- Das große Fest, regia di Frank Beyer (1992)
- Der Mann auf der Bettkante, regia di Christoph Eichhorn (1995)
- Die Tote von Amelung, regia di Hajo Gies (1995)
- Der Blinde, regia di Peter Keglevic (1996)
- Gefährliche Freundin, regia di Hermine Huntgeburth (1996)
- Zerrissene Herzen, regia di Urs Odermatt (1996)
- Segreto mortale (Unter die Haut), regia di Christoph Schrewe (1997)
- Napoleon Fritz, regia di Thorsten Näter (1997)
- Die Bubi Scholz Story, regia di Roland Suso Richter (1998)
- Der Elefant in meinem Bett, regia di Mark Schlichter (1999)

- Zimmer mit Frühstück, regia di Michael Verhoeven (2000)
- Marga Engel schlägt zurück, regia di Helmut Metzger (2001)
- Mörderinnen, regia di Pepe Danquart (2001)
- Wer liebt, hat Recht, regia di Matti Geschonneck (2002)
- Marga Engel kocht vor Wut, regia di Michael Günther (2003)
- Das Konto, regia di Markus Imboden (2004)
- Das blaue Wunder, regia di Peter Kahane (2004)
- Sterne leuchten auch am Tag, regia di Roland Suso Richter (2004)
- Kleine Schwester, regia di Sabine Derflinger (2004)
- Problemzone Schwiegereltern, regia di Christine Hartmann (2004)
- Marga Engel gibt nicht auf, regia di Karsten Wichniarz (2004)
- Hölle im Kopf, regia di Johannes Grieser (2005)
- Miss Texas, regia di Ute Wieland (2005)
- Ich bin ein Berliner, regia di Franziska Meyer Price (2005)
- Die Luftbrücke - Nur der Himmel war frei, regia di Dror Zahavi (2005)
- Nette Nachbarn küsst man nicht, regia di Stephan Wagner (2006)
- Alma ermittelt - Tango und Tod, regia di René Heisig (2007)
- Das Wunder von Berlin, regia di Roland Suso Richter (2008)
- Küss mich, wenn es Liebe ist, regia di Anja Jacobs (2008)
- Wenn wir uns begegnen, regia di Sigi Rothemund (2008)
- Die Blücherbande, regia di Udo Witte (2009)
- Mein Mauerfall, regia di Jan Peter (2009) - Documentario
- Mörder kennen keine Grenzen, regia di Jorgo Papavassiliou (2009)
- L'organizzatore di cuori (Liebe ist Verhandlungssache), regia di Sven Bohse (2009)
- Über den Tod hinaus, regia di Andreas Senn (2009)
- Die Prinzessin auf der Erbse, regia di Bodo Fürneisen (2010)
- Visus - Expedition Arche Noah, regia di Tobi Baumann (2011)
- Schicksalsjahre, regia di Miguel Alexandre (2011)
- Schmidt & Schwarz, regia di Jan Ruzicka (2011)
- Messaggio in bottiglia (Flaschenpost an meinen Mann), regia di Sibylle Tafel (2013)
- Für immer ein Mörder - Der Fall Ritter, regia di Johannes Grieser (2014)
- Die letzten Millionen, regia di Udo Witte (2014)
- Alle unter eine Tanne, regia di Oliver Schmitz (2014)
- Eins ist nicht von dir, regia di Udo Witte (2015)
- Mein Schwiegervater, der Stinkstiefel, regia di Sven Bohse (2015)

### Serie tv
- Polizeiruf 110 (1976) - Episodio Der Fensterstecher
- Polizeiruf 110 (1988) - Ep. Eifersucht
- L'ispettore Derrick (Derrick) (1993) - Ep. Dopo otto lunghi anni
- Schwarz Rot Gold (1996) - Ep. Im Sumpf
- Tatort (1996) - Ep. Wer nicht schweigt, muß sterben e Der Phoenix-Deal
- Doppelter Einsatz (1997) - Ep. Gebäudeschaden
- L'histoire du samedi (1997) - Ep. Une femme sur mesure
- Die vier Spezialisten (1998) - Ep. Fahrkarte ins Jenseits
- Tatort (1998) - Ep. Ein Hauch von Hollywood
- Donna Leon (2000) - Ep. Venezianische Scharade
- Der letzte Zeuge (2000) - Ep. Der Weg zur Hölle
- Der Bulle von Tölz (2000) - Ep. Mord im Chor
- Un caso per due (Ein Fall für zwei) (2002) - Ep. Strategia di un delitto
- Tatort (2002) - Ep. Schlaraffenland
- Liebesau - die andere Heimat (2002) - Miniserie

- Bella Block (2003) - Ep. Tödliche Nähe
- Körner und Köter (2003) - Ep. Wo die Liebe hinfällt
- La signora col taxi (Die schnelle Gerdi) (2004) - Ep. Berlin - Ich komme!
- Edel & Starck (2004) - Ep. Der Spaltpilz
- Abschnitt 40 (2005) - Ep. Terroristen
- Rosa Roth (2005) - Ep. Flucht nach vorn
- Dream Hotel (2005) - Ep. Messico
- Speer und er (2005) - Miniserie
- Tatort (2007) - Ep. Macht der Angst
- Die Anwälte (2008) - Ep. Dämmerung, Selbstjustiz e Die kleinen Dinge
- Tatort (2009) - Ep. Schiffe versenken
- Donna Leon (2010) - Ep. Lasset die Kinder zu mir kommen
- Schuld (2015) - Miniserie
- Unser Traum von Kanada (2016) - Miniserie
- La nave dei sogni (Das Traumschiff) (2015-2016) - Ep. Kanada, Palau

## Riconoscimenti
- 1984
  - Chicago International Film Festival
Silver Hugo per il miglior attore per Der Fall Bachmeier - Keine Zeit für Tränen
  - Preis der Filmkritik der DDR
Miglior attore per Olle Henry
  - Deutscher Filmpreis
Nomination Miglior attore non protagonista per Der Fall Bachmeier – Keine Zeit für Tränen

- 1988
  - Premio Adolf Grimme
Adolf Grimme Award in Gold per Sansibar oder Der letzte Grund[8]

- 1990
  - Eberswalde Film Festival
Grand Prize per Treffen in Travers
  - Nationales Spielfilmfestival der DDR
Miglior film per Treffen in Travers
  - Preis der Filmkritik der DDR
Miglior film per Treffen in Travers

- 1991
  - Deutscher Filmpreis
Miglior attore protagonista per Der Tangospieler

- 1994
  - Deutscher Filmpreis
Nomination Miglior attore protagonista per Abschied von Agnes

- 1998
  - Festival internazionale del cinema di Berlino
Nomination Orso d'oro per Das Mambospiel
  - AFI Fest
Nomination Gran premio della giuria per Das Mambospiel

- 1999
  - Festival internazionale del cinema di Berlino
Orso d'argento per il miglior attore per Nachtgestalten
  - Deutscher Filmpreis
Nomination Miglior attore protagonista per Nachtgestalten

- 2000
  - Ernst-Lubitsch-Preis
Miglior attore per Nachtgestalten

- 2005
  - Deutscher Fernsehpreis
Nomination Miglior attore non protagonista per Abschnitt 40 (episodio Terroristen)

- 2008
  - Deutscher Fernsehpreis
Miglior attore non protagonista per Das Wunder von Berlin

- 2013
  - Deutscher Filmpreis
Miglior attore non protagonista per Oh Boy - Un caffè a Berlino
  - Filmkunstfest Mecklenburg-Vorpommern
Goldener Ochse alla carriera

- 2015
  - Hessischer Film- und Kinopreis
Premio alla carriera

## Doppiatori italiani
Nelle versioni in italiano dei suoi film, Michael Gwisdek è stato doppiato da: 
- Pietro Biondi in Good Bye, Lenin!
- Franco Zucca in Oh Boy - Un caffè a Berlino
- Giovanni Petrucci in Vijay - Il mio amico indiano